# Eduardo Nájera
Eduardo Alonso Nájera Pérez (Meoqui, Chihuahua, 11 de julio de 1976) es un exjugador de baloncesto, siendo el segundo baloncestista mexicano en jugar en la NBA. A lo largo de 12 años en la liga jugó para Dallas Mavericks, Golden State Warriors, Denver Nuggets, New Jersey Nets y Charlotte Bobcats.

## Trayectoria deportiva

### Inicios
Nájera entrenó de los 14 a los 17 años en la escuela de baloncesto Dorados en Chihuahua, Chihuahua.

### Preparatoria
Eduardo estudió en el Centro de Bachillerato Tecnológico Industrial y de Servicios (CBTis) no. 122 de la ciudad de Chihuahua. Formando parte del equipo de dicha institución. 

### Universitario
Nájera jugó básquetbol universitario en la Universidad de Oklahoma, de 1997-2000, convirtiéndose en una de las principales estrellas. Ayudó al equipo a cuatro apariciones consecutivas en los torneos de NCAA durante su carrera universitaria. Seleccionado al equipo ideal defensivo de la Big 12 Conference.
El 28 de marzo de 2000 le fue dado el premio universitario "Chip Hilton Player of the Year", otorgado por el Salón de la Fama del Baloncesto al jugador que demuestra tener una gran personalidad dentro y fuera de la cancha.
Terminó su carrera universitaria en Oklahoma tercero en minutos jugados (3.856), cuarto en robos (193), quinto en rebotes (910) y sexto en tiros bloqueados (89).

### Profesional

#### Dallas Mavericks
Jugó 40 partidos (4 de titular) para Dallas en su primera temporada en la NBA.
Estableció un récord personal en anotaciones para la temporada y para su carrera luego de convertir 19 tantos contra los L.A. Clippers (26-1-02). Marcó otro récord personal tras tomar 15 rebotes ante los Houston Rockets (11-4-02). Jugó un total de 62 partidos de la fase regular, haciendo 11 comienzos como titular. Participó en los ocho juegos de playoffs de los Mavericks, logrando marcas de 4,5 puntos y 1,6 rebotes por partido.
En el inicio de la temporada estuvo ausente durante dos meses por una lesión de rodilla que lo marginó de acción a comienzos de diciembre del 2002. Su equipo logró en el comienzo de la temporada un récord de 14 victorias en línea, la tercera mejor marca en la historia de la liga. Con los Mavericks avanzó a la postemporada y llegó a las finales de la Conferencia del Oeste y perdieron ante los San Antonio Spurs. En la serie de Playoffs estuvo en 19 juegos: siete frente a los Portland Trail Blazers, siete contra Sacramento Kings y cinco ante los Spurs. Fue titular en 12 juegos y suplente en 36 de los 48 juegos que participó. 
El 4 de noviembre de 2002 logró 11 rebotes su más alto registro como profesional en esta categoría.

#### Denver Nuggets
Luego de ser transferido a los Denver Nuggets su nivel y promedio de juego mejoró notablemente. George Karl le dio la confianza y los minutos para aportar al equipo desde el banco. Durante esta temporada tuvo promedios de 5,2 puntos, 3,6 rebotes y 1,0 asistencias en 17,4 minutos. Disputó la primera serie de los Playoffs, donde su equipo fue eliminado por los San Antonio Spurs 4-1.
[actualizar]

### Entrenador
Se retiró el 22 de agosto de 2012, entrenando durante 3 años a los Texas Legends.[cita requerida]

## Estadísticas de su carrera en la NBA

### Temporada regular
| Año     | Equipo       | PJ  | PT | MPP  | %TC  | %3P  | %TL  | RPP | APP | ROB | TPP | PPP |
| ------- | ------------ | --- | -- | ---- | ---- | ---- | ---- | --- | --- | --- | --- | --- |
| 2000–01 | Dallas       | 40  | 4  | 10.8 | .523 | .333 | .424 | 2.4 | .7  | .3  | .2  | 3.3 |
| 2001–02 | Dallas       | 62  | 11 | 21.9 | .500 | .000 | .676 | 5.5 | .6  | .9  | .5  | 6.5 |
| 2002–03 | Dallas       | 48  | 12 | 23.0 | .558 | .000 | .681 | 4.6 | 1.0 | .8  | .5  | 6.7 |
| 2003–04 | Dallas       | 58  | 7  | 12.4 | .444 | .500 | .652 | 2.7 | .4  | .6  | .3  | 3.0 |
| 2004–05 | Golden State | 42  | 4  | 14.5 | .407 | .400 | .644 | 2.8 | .9  | .4  | .2  | 4.2 |
| 2004–05 | Denver       | 26  | 0  | 22.1 | .500 | .000 | .630 | 4.8 | 1.1 | .9  | .5  | 6.9 |
| 2005–06 | Denver       | 64  | 3  | 22.6 | .422 | .333 | .781 | 5.1 | .8  | .8  | .5  | 5.4 |
| 2006–07 | Denver       | 75  | 36 | 22.1 | .576 | .083 | .715 | 4.1 | .9  | 1.0 | .3  | 6.6 |
| 2007–08 | Denver       | 78  | 3  | 21.3 | .473 | .361 | .708 | 4.3 | 1.2 | .9  | .5  | 5.9 |
| 2008–09 | New Jersey   | 27  | 0  | 11.8 | .446 | .200 | .364 | 2.5 | .7  | .4  | .2  | 2.9 |
| 2009–10 | New Jersey   | 13  | 2  | 15.7 | .377 | .176 | .500 | 2.9 | 1.2 | .7  | .2  | 3.8 |
| 2009–10 | Dallas       | 33  | 3  | 14.6 | .452 | .340 | .667 | 2.3 | .4  | .5  | .4  | 3.3 |
| 2010–11 | Charlotte    | 31  | 0  | 12.0 | .361 | .324 | .545 | 1.4 | .6  | .4  | .2  | 2.2 |
| 2011–12 | Charlotte    | 22  | 0  | 12.3 | .375 | .276 | .500 | 2.3 | .5  | .9  | .2  | 2.6 |
| Total   | Total        | 619 | 85 | 18.1 | .481 | .311 | .671 | 3.7 | .8  | .7  | .4  | 4.9 |

### Playoffs
| Año     | Equipo | PJ | PT | MPP  | %TC  | %3P  | %TL   | RPP | APP | ROB | TPP | PPP |
| ------- | ------ | -- | -- | ---- | ---- | ---- | ----- | --- | --- | --- | --- | --- |
| 2000–01 | Dallas | 7  | 0  | 6.3  | .529 | .750 | .000  | 2.1 | .1  | .1  | .1  | 3.0 |
| 2001–02 | Dallas | 8  | 4  | 15.3 | .696 | .000 | .625  | 1.6 | .1  | .4  | .0  | 4.6 |
| 2002–03 | Dallas | 19 | 5  | 20.7 | .453 | .000 | .792  | 3.9 | .8  | .7  | .2  | 6.1 |
| 2003–04 | Dallas | 5  | 0  | 11.4 | .455 | .000 | 1.000 | 3.4 | .6  | .6  | .4  | 2.4 |
| 2004–05 | Denver | 2  | 0  | 6.5  | .000 | .000 | .000  | 1.0 | .5  | .0  | .0  | .0  |
| 2005–06 | Denver | 4  | 3  | 22.3 | .214 | .000 | .500  | 3.8 | .5  | .8  | .0  | 2.0 |
| 2006–07 | Denver | 5  | 0  | 19.2 | .235 | .000 | .500  | 5.6 | .4  | .4  | .2  | 1.8 |
| 2007–08 | Denver | 4  | 0  | 19.5 | .500 | .400 | .000  | 3.3 | 1.5 | .8  | .3  | 4.0 |
| 2009–10 | Dallas | 5  | 0  | 7.2  | .250 | .000 | .000  | 1.8 | .0  | .4  | .0  | .8  |
| Total   | Total  | 59 | 12 | 15.7 | .443 | .294 | .750  | 3.2 | .5  | .5  | .2  | 3.8 |

## Transacciones durante su carrera
- Fue transferido a los Dallas Mavericks en un canje con Kris Humphries y Shawne Williams el 11 de enero de 2010.
- Fue transferido a los Denver Nuggets en un canje junto con Luis Flores el 24 de febrero de 2005.
- Fue transferido por los Dallas Mavericks en un canje que involucró a ocho jugadores el 24 de agosto de 2004.
- Firmó un contrato multi-anual con los Dallas Mavericks el 28 de septiembre de 2002.
- Firmó una extensión con Dallas el 2 de julio del 2001.
- Elegido por Houston en la segunda ronda (38° puesto general) del Draft de la NBA de 2000; transferido a Dallas ese mismo mes.